# Brunhilde Hendrix
Brunhilde Hendrix, po mężu Ramsauer (ur. 2 sierpnia 1938 w Langenzenn, zm. 28 listopada 1995 w Sachsen bei Ansbach) – niemiecka lekkoatletka specjalizująca się w krótkich biegach sprinterskich, uczestniczka letnich igrzysk olimpijskich w Rzymie (1960), srebrna medalistka olimpijska w biegu sztafetowym 4 × 100 metrów. W czasie swojej kariery reprezentowała Niemcy Zachodnie.
Córka sprinterki Marie Dollinger (trzykrotnej olimpijki, z lat 1928, 1932 i 1936) oraz sprintera Friedricha Hendrixa (srebrnego medalisty olimpijskiego z Los Angeles (1932) w sztafecie 4 x 100 metrów).

## Sukcesy sportowe
- dwukrotna medalistka mistrzostw RFN w biegu na 100 metrów – złota (1957) oraz srebrna (1960)[4]
- mistrzyni RFN w biegu na 200 metrów – 1960[5]
- mistrzyni RFN w sztafecie 4 × 100 metrów – 1957[6]
- wielokrotna rekordzistka kraju[7]

| Rok  | Miasto | Zawody               | Konkurencja        | Wynik         |
| ---- | ------ | -------------------- | ------------------ | ------------- |
| 1960 | Rzym   | Igrzyska olimpijskie | sztafeta 4 × 100 m | srebrny medal |

## Rekordy życiowe
- bieg na 100 metrów – 11,6 – Garmisch-Partenkirchen 18/06/1960[8]
- bieg na 200 metrów – 23,9 – Tobata 18/10/1959